# Lions Futebol Americano
A Portuguesa Futebol Americano, oficialmente Lions Futebol Americano ou apenas Lusa Lions, é um time de futebol americano que tem como equipe principal a de full pads e é sediado as margens do rio Tietê, na cidade de São Paulo, fruto de uma parceria com a Associação Portuguesa de Desportos. As cores do clube, presentes no escudo e na bandeira oficial, são verde, vermelho e branco. Fundado em 16 de março de 2007, é um dos clubes de maior tradição no esporte paulista.

## História

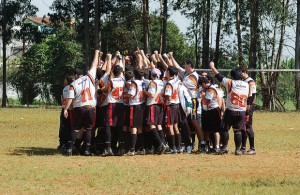
Primeiro time de flag do Lions

### 2005-2010 - Criação da Equipe
Em meados de 2005, um grupo de amigos descobriu o Futebol Americano através de transmissões da ESPN e por jogos de videogame. As primeiras equipes de Futebol Americano no Brasil realizavam seus jogos no Parque do Ibirapuera, na cidade de São Paulo, onde tiveram o primeiro contato com o novo esporte. Após alguns meses jogando entre amigos, Renan Diniz, Eduardo Oya, Daniel Campos e Felipe Vieira resolveram montar um time de Flag Football (modalidade do futebol americano com contato físico moderado) para jogar aos finais de semana. Com transmissões online e pela TV (ESPN e BandSports) o time divulgou peneiras para o recrutamento de novos jogadores. Surgiu, assim, em 16 de março de 2007, o Rhynos.
Nos anos seguintes, o Rhynos continuou a crescer e se firmou como um dos principais times de Flag Football de São Paulo, com participações notáveis em diversos campeonatos, tendo obtido, inclusive, dois títulos, o Torneio Integração (LPFA) e a Copa Flag (CFF), em 2009 e 2010, respectivamente.

### 2011-2013  - Transição para o Full Pads
Ao final de 2011, o Rhynos deu um passo importante para seu crescimento e afirmação como um time de elite nacional. Na transição de 2011 para 2012, o Rhynos criou um time adulto na modalidade full pads, modalidade essa caracterizada pelo uso de equipamentos e adoção de regras tradicionais utilizadas pela Liga Norte Americana de Futebol Americano (NFL). Lembrando porém, que a modalidade Flag Football não deixou de existir e ainda participa de campeonatos.
Já em seu primeiro ano, o Rhynos participou de dois campeonatos full pads, a Super Copa São Paulo de Futebol Americano (LPFA) e o Torneio Touchdown. O time novato não decepcionou e teve desempenho mediano, surpreendendo outros clubes participantes.
Em 2013, o Rhynos participou de ambos os campeonatos novamente, com ambições maiores. Com a classificação para o play-offs na Super Copa Paulista de Futebol Americano, o time teve uma participação consideravelmente melhor que no ano anterior. Já na disputa do Torneio Touchdown, o Rhynos surpreendeu e deixou de se classificar para os play-offs apenas pelo saldo de pontos, ao empatar na segunda colocação do grupo. 

### 2014-Presente  - Era Lusa Lions

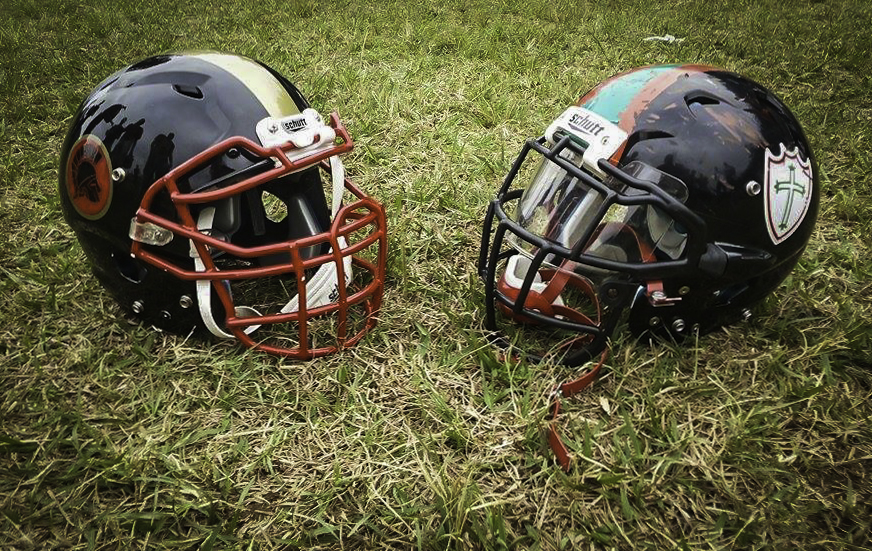
Parceria Rhynos e Spartans

Na transição de 2013 para 2014 o, então, Rhynos teve importantes mudanças em sua estrutura e calendário. No começo do ano foi divulgado que o time não mais participaria da Super Copa São Paulo de Futebol Americano devido a conflito de datas com o torneio nacional Touchdown, tornando este o único campeonato a ser disputado.
E em junho, a equipe divulgou um sistema de parcerias que mudaria por completo a estrutura e modelo de gestão da equipe. O time se juntou com o Spartans, também de São Paulo, aumentando assim o número de jogadores e comissão técnica disponíveis. E ao mesmo tempo o time fechou uma parceria com a Associação Portuguesa de Desportos em que a equipe passaria a disponibilizar de toda a infraestrutura da Portuguesa, se tornando assim, a Portuguesa Lions.

### Time Juvenil
Hoje o  Rhynos conta também  com um time juvenil de flag football, primeiro do tipo no estado de São Paulo, em que apenas jovens de 13 a 17 anos são aceitos. Os garotos podem aprender sobre o esporte e desenvolver habilidades técnicas e cognitivas que poderão ser futuramente aproveitadas no time principal. Atualmente o  Young Lions, como é chamado o time juvenil, conta com mais de 50 jovens treinando e aprendendo todos os dias o esporte e ajudando a formar a base para o futuro do Lions e do futebol americano.

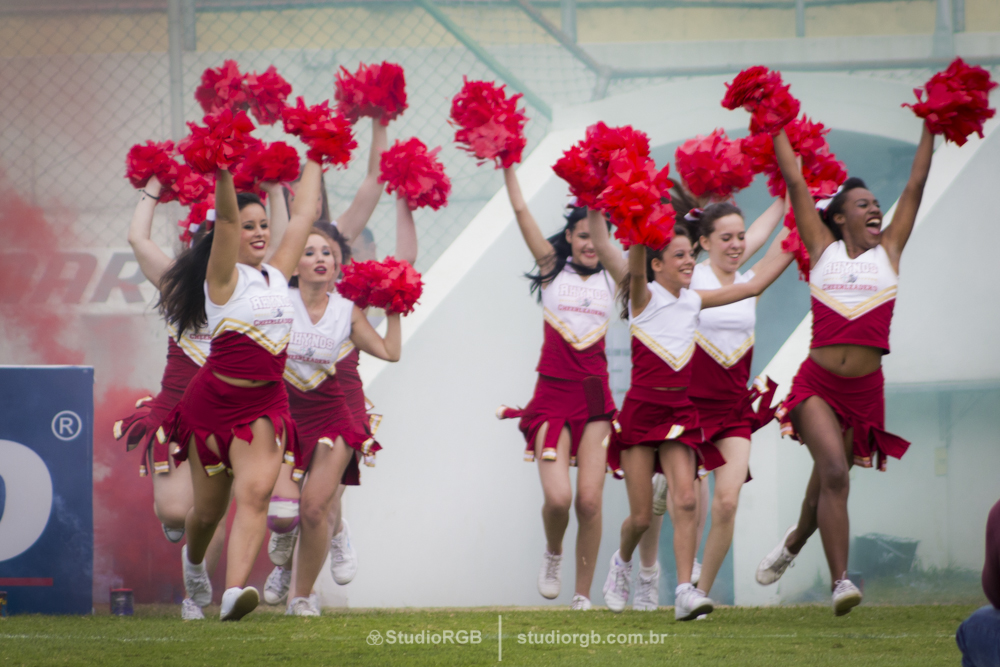
Cheerleaders dos Lions

### Cheerleading
Alguns anos após a criação do time do Lions, formou-se uma equipe de cheerleaders, com o intuito de apoiar o time em todos os seus jogos. Porém, após um ano de atividades a equipe ficou inativa por falta de cheerls
Atualmente, uma nova equipe foi estruturada e apresentada dia 10 de março de 2013, durante a partida contra o Corinthians Steamrollers. Com apresentações no início, intervalo e final da partida, o grupo chamado Lions Ladies Cheerleaders animou a torcida presente no Estádio do Sindicato dos Metalúrgicos de Tatuí, São Paulo.
Hoje, com mais de vinte cheers, as Lions Ladies se apresentam em todos os jogos da equipe antes e durante o intervalo das partidas.

## Infraestrutura
Com a parceria formada com a Associação Portuguesa de Desportos o Lions passou a dispor de uma estrutura de alto nível, contendo:

-Sede própria com 60m², com sala de reunião (war room), sala de estar, almoxarifado e sala presidencial;
-2 Campos gramados para treino com mais de 8mil m2 no ;
-Fisioterapia profissional com o mesmo tratamento dos jogadores de soccer;
-Estádio para 20mil pessoas, sendo um dos mais tradicionais e com ótima localização: o Estádio do Canindé;
-Academia para atletas;
-Quadras para treinos indoor;
-Piscinas;
-E, em breve, vestiário profissional com Locker Room (sala de armários), banheiras de crioterapia e sanitários.

## Símbolos

### Escudo
Antigamente, quando o time se chamava Rhynos, o rinoceronte estampava os uniformes, porém, a partir de 2014 o novo mascote Leão passou a estampar a camisa ao lado do símbolo da Portuguesa. Assim, as cores branco, verde e vermelho ornam o escudo que se localiza no lado esquerdo do uniforme dos jogadores.

### Uniformes
- Primeiro uniforme : Camisa preta, calção preto e meias vermelhas.
- Segundo uniforme : Camisa branca, calção preto e meias vermelhas.

As cores oficiais são verde, branco e o vermelho, cores da Portuguesa de Desportos. Atualmente o clube tem dois uniformes de jogo, com as camisas preta e branca, não utilizando mais a camisa vermelha, aposentada desde 2012.

## Histórico de Jogos
| Legenda para Jogos Passados | Legenda para Jogos Passados | Legenda para Jogos Passados |
| Vitória Lions               | Derrota Lions               | Jogo Adiado                 |
| Vitória Playoffs            | Derrota Playoffs            | Campeão                     |
| --------------------------- | --------------------------- | --------------------------- |

| Legenda para Jogos Futuros | Legenda para Jogos Futuros |
| Mandante                   | Visitante                  |
| -------------------------- | -------------------------- |